# Grünsfeld
Grünsfeld település Németországban, azon belül Baden-Württembergben. Lakosainak száma 3696 fő (2023. december 31.). Grünsfeld Lauda-Königshofen, Wittighausen, Großrinderfeld és Tauberbischofsheim községekkel határos.

## Népesség
A település népessége az elmúlt években az alábbi módon változott:
| Lakosok száma | 3359 | 3678 | 3673 | 3651 | 3654 | 3759 | 3696 |
|               | 1975 | 2016 | 2017 | 2019 | 2021 | 2022 | 2023 |